# Allips concolor
Allips concolor – rzadko spotykany i słabo poznany gatunek ryby węgorzokształtnej z rodziny żmijakowatych (Ophichthidae). Reprezentuje monotypowy rodzaj Allips.
Zasięg występowania tego gatunku obejmuje Morze Andamańskie, północną część Morza Południowochińskiego, Tajwan i północną Australię. Żyje w płytkich wodach brachicznych (słonawych).